# Авдиенко, Афанасий Григорьевич
Афана́сий Григо́рьевич Авдие́нко (15 мая 1910 — 17 ноября 1995) — советский военно-морской деятель, контр-адмирал (18 февраля 1958).

## Биография
Родился 15 мая 1910 г. в с. Попова-Слобода Сумского уезда Харьковской губернии Российской империи (ныне Бурынский район Сумской области). По национальности украинец. До армии был рабочим.
С октября 1929 г. в ВМФ СССР курсант военно-морского училища им. М. В. Фрунзе, которое окончил в октябре 1933 г. С 1930 г. член ВКП(б). С ноября 1933 г. командир группы минного дивизиона подводного сектора ВМУ им. М. В. Фрунзе. С августа 1936 г. помощник начальника 4-го курса училища, а с октября 1936 г. командир группы того же курса. С 9 октября 1939 г. старший помощник начальника 4-го отделения, а с 7 декабря 1939 г. 5-го отделения 5-го отдела Главного морского штаба ВМФ СССР. С 1 сентября 1937 г. по 19 октября 1939 г. проходил обучение в Военно-морской академии им. К. Е. Ворошилова. С 29 июля 1940 г. командир по мобилизационным заявкам 4-го отдела ГМШ ВМФ СССР. С 28 января 1941 г. командир по материальному планированию Планового отдела Народного комиссариата ВМФ СССР.

### Великая Отечественная война
Начало Великой Отечественной войны встретил в прежней должности. С 9 ноября 1941 г. командир по планирования артиллерийского вооружения Планового отдела НК ВМФ СССР. С 10 апреля 1943 г. командир по плановой части 1-го и 2-го отделений Планового отдела НК ВМФ СССР. С 19 июня 1944 г. начальник 3-го и 4-го отделений Планового отдела ГМШ ВМФ СССР. Из наградного листа (1944): «Будучи переброшенным для усиления артиллерийско-химического отделения своей энергией и инициативной работой в значительной степени способствовал в обстановке военного времени организации бесперебойного обеспечения артвооружением и боеприпасами действующих флотов и флотилий. Наряду с выполнением прямых обязанностей на капитана 3 ранга тов. Авдиенко было возложено специального задания командования по организации обеспечения согласия постановления ГКО кораблей на Чёрное море для усиления боевого созыва Черноморского флота, с которым тов. Авдиенко отлично справился, не снижая качества выполнения своих прямых обязанностей…Отличительной чертой в работе тов. Авдиенко всегда являлась дисциплинированность и организованность, большая ответственность, добросовестное и своевременное выполнение служебных заданий».

### Послевоенная служба
В мае-июня 1947 г. в распоряжении Генштаба ВС СССР, после чего заместитель начальника 9-го отдела Управления мобилизационного планирования вооружения и снабжения. С августа 1949 г. начальник 8-го отдела Управления мобилизационного планирования вооружения и оперативного тыла Генштаба ВС. С марта 1950 г. заместитель начальника Управления мобилизационного планирования Главного организационного управления Морского генерального штаба ВМФ СССР. С апреля 1953 г. начальник 5-го отдела ОМУ Главного штаба ВМС СССР. В мае 1953 г. начальник 8-го отдела Управления мобилизационного планирования вооружения и МТО. С апреля 1962 г. помощник начальника Управления по ВМФ — начальник группы по мобилизационному планированию военно-морской техники 3-го управления Генштаба ВС СССР. С апреля 1964 г. в распоряжении Генштаба ВС СССР. Из аттестации (1962): «Тов. Авдиенко работает в Управлении с перерывом, около 12 лет, причем последние 7 лет начальником военно-морского отдела (он же помощник начальника Управления по ВМФ). В это время работа отдела, который возглавлял тов. Авдиенко, была направлена на отработку вопросов мобилизационного планирования военно-морской техники. Большой опыт работы в этой области, практические глубокие знания военно-морской техники, полученные в результате систематических командировок на флоты, помогли тов. Авдиенко стать авторитетным, квалифицированным специалистом в вопросах планирования военно-морской техники. Умело организует и руководит работой своих подчиненных».
С июля 1964 г. в запасе по болезни. Умер 17 ноября 1995 г. в Москве. Похоронен на Николо-Архангельском кладбище.

## Воинские звания
- Капитан 3 ранга
- Капитан 2 ранга — 1945[3]
- Капитан 1 ранга
- Контр-адмирал — 18.02.1958.[2]

## Награды
- Орден Ленина (05.11.1954);
- Орден Красного Знамени (15.11.1950);
- Орден Отечественной войны I степени (1985);
- Орден Красной Звезды (25.09.1944, 03.11.1944);
- Медаль «За оборону Москвы» (01.05.1944);
- Медаль «За победу над Германией в Великой Отечественной войне 1941—1945 гг.» (09.05.1945);
- Медаль «За победу над Японией» (30.09.1945);
- Медаль «Китайско-Советская дружба» (1956);
- Юбилейная медаль «30 лет Советской армии и флоту» (1948);
- Юбилейная медаль «40 лет Вооруженных сил СССР» (1957);
- Медаль «В память 800-летия Москвы» (1947);
- Именное оружие (1960).[3]